# Charley Boorman
Charley Boorman, actor, aventurero y escritor de viajes nacido el 23 de agosto de 1966. Hijo de John Boorman, director de cine, y de Christel Kruse Boorman;  es hermano de Lola, Daisy, Katrine Boorman y Telsche Boorman, también actrices. Está casado con Olivia, con quien tiene dos hijas, Doone y Kinvara.
Es conocido por su afición al motociclismo y los documentales de viajes en moto que protagonizó, incluyendo cuatro con su amigo, el también actor Ewan McGregor.

## Primeros trabajos
Sus cuatro primeras películas fueron colaboraciones con su padre, de las cuales, sólo en la tercera hizo un papel protagonista.
Su primer papel fue a los seis años, en la película Deliverance (1972), dirigida por su padre y protagonizada por Jon Voight y Burt Reynolds. En 1981 interpretó a Mordred, el hijo fruto de las relaciones incestuosas entre el Rey Arturo (Nigel Terry) y su hermana la bruja Morgana (Helen Mirren) en Excalibur, película dirigida también por su padre. En 1985 hizo su primer papel protagonista en La selva esmeralda (1985), donde da vida a Tommy, un niño secuestrado por la tribu amazónica de los Invisibles. La cuarta película fue en 1987, Esperanza y gloria.
Ha participado en varias películas del cine francés y en algunas series inglesas.

## Aventuras en moto
En la película El beso de la serpiente (estrenada en 1997) coincidió con su amigo Ewan McGregor, al que le une una gran pasión por las motos. Tanto es así que en 2004 decidieron dar una vuelta al mundo en moto. Desde mediados de abril hasta finales de julio, viajaron desde Londres hasta Nueva York a través de Europa Central, Ucrania, Rusia, Kazajistán, Mongolia, Siberia y Canadá sobre una moto BMW R1150GS Adventure todo-terreno, acumulando un recorrido de 30.395 km. El viaje, cuya inspiración le vino a Ewan del libro Los Viajes de Júpiter de Ted Simon, quedó reflejado también en su libro éxito de ventas Long Way Round y en una serie de televisión con el mismo título  (emitida en España por Localia TV y Canal Viajar). Durante la aventura, el equipo de rodaje tuvo oportunidad de captar el trabajo que UNICEF realiza en Ucrania, Kazajistán y Mongolia.
En 2006 participó en el rally Lisboa-Dakar, donde fue acompañado por un equipo profesional para rodar un nuevo documental: El Rally Dakar 2006. Aunque al quinto día tuvo que retirarse por una lesión.
En 2007 participó en un tercer documental titulado "Long Way Down" traducido al castellano como Travesía con Ewan McGregor, donde volvió a contar con la colaboración de Ewan McGregor para realizar otro viaje en moto desde el norte de Escocia, para luego cruzar el resto de Europa y África, culminando en Ciudad del Cabo. A lo largo del viaje siguieron colaborando con UNICEF. En ese año, Boorman reveló que tenía cáncer de testículo, que fue tratado a tiempo. Desde ese momento, ha sido un gran difusor de la campaña Movember.
En 2008 ha llevado a cabo su cuarto viaje, el cual se refleja en la serie documental "By Any Means" y donde ha viajado desde Irlanda hasta Australia, usando para ello diversos medios de transporte.
El 22 de marzo de 2009, Charley anunció un nuevo viaje de Sídney a Tokio a través de la Cuenca del Pacífico. Este se emitió por BBC2 en Reino Unido.

## Otros trabajos
En la década de los 90 hizo varias películas para el cine francés y participó en distintas series para la televisión inglesa, como "Love at First Sight" (1991) y "Picture Windows" (1994). En 1995 realizó una breve aparición dando vida a un fotógrafo en la película norteamericana "Más allá de Rangun" de John Boorman. Un año después intervino en la miniserie británica "Karaoke".

## Filmografía

### Cine
- Deliverance (1972)
- Excalibur (1981)
- The Emerald Forest (1985)
- Hope and Glory (1987)
- Beyond Rangoon (1995)
- Two Nudes Bathing (1995)
- The Serpent's Kiss (1997)
- The Bunker (2001)
- I, Cesar (2003)
- In My Country (2004)
- Travellers (2011)

### Televisión
- Long Way Round (2004 –Con Ewan McGregor)
- Race to Dakar (2006)
- Long Way Down (2007 – Con Ewan McGregor)
- By Any Means (2008)
- Right to the Edge: Sydney to Tokyo By Any Means (2009)
- Famous and Fearless (2011 television series)  – Ganador. Caridad elegida: UNICEF
- World's Most Dangerous Roads (2011 serie de televisión – con Sue Perkins)
- Charley Boorman's Extreme Frontiers (2011–)
- Freedom Riders Asia (2013)
- Me and Me Dad: A Portrait of John Boorman contribuidor (2014)
- Celebrity MasterChef (2014) – Participante
- Long Way Up (2020) - Con Ewan McGregor